# Mistrzostwa Polski w Badmintonie 2005
41. Mistrzostwa Polski w badmintonie 2005 odbyły się w dniach 4 - 6 lutego 2005 w Krakowie

## Medaliści
| Konkurencja:            | Złoto:                                                             | Srebro:                                                        | Brąz: |
| gra pojedyncza kobiet   | Kamila Augustyn (Piast-B Słupsk)                                   | Nadieżda Kostiuczyk (SKB Suwałki)                              | Magdalena Jaworek (Piast-B Słupsk) Małgorzata Kurdelska (AZSUW Warszawa)                                                                        |
| gra pojedyncza mężczyzn | Przemysław Wacha (Technik Głubczyce)                               | Rafał Hawel                                                    | Dariusz Zięba (SKB Suwałki) Jacek Hankiewicz (SKB Suwałki)                                                                                      |
| gra podwójna kobiet     | Kamila Augustyn (Piast-B Słupsk) Nadieżda Kostiuczyk (SKB Suwałki) | Barbara Kulanty (SKB Suwałki) Joanna Szleszyńska (SKB Suwałki) | Monika Bieńkowska (Masovia Płock) Dorota Grzejdak (Masovia Płock) Angelika Węgrzyn (Technik Głubczyce) Agnieszka Wojtkowska (Technik Głubczyce) |
| gra podwójna mężczyzn   | Michał Łogosz (SKB Suwałki) Robert Mateusiak (SKB Suwałki)         | Jacek Hankiewicz (SKB Suwałki) Damian Pławecki (AZS Kraków)    | Wojciech Poszelężny (Technik Głubczyce) Przemysław Wacha (Technik Głubczyce) Michał Mirowski (Piast-B Słupsk) Jan Rudziński (Masovia Płock)     |
| gra mieszana            | Robert Mateusiak (SKB Suwałki) Barbara Kulanty (SKB Suwałki)       | Michał Łogosz (SKB Suwałki) Joanna Szleszyńska (SKB Suwałki)   | Damian Pławecki (AZS Kraków) Monika Bieńkowska (Masovia Płock) Michał Mirowski (Piast-B Słupsk) Agnieszka Jaskuła (Piast-B Słupsk)              |